# Боруджі
Боруджі (рум. Borugi) — село у повіті Караш-Северін в Румунії. Входить до складу комуни Корнерева.
Село розташоване на відстані 300 км на захід від Бухареста, 48 км на південний схід від Решиці, 120 км на південний схід від Тімішоари, 138 км на північний захід від Крайови.

## Населення
За даними перепису населення 2002 року у селі проживали 32 особи, усі — румуни. Усі жителі села рідною мовою назвали румунську.